# Lobobrachus lacerdae
Lobobrachus lacerdae is een keversoort uit de familie loopkevers (Carabidae). De wetenschappelijke naam van de soort is voor het eerst geldig gepubliceerd in 1885 door D.Sharp.